# 威廉·梅哲
威廉·梅哲（Willem 'Wim' Meijer，1923年—2003年10月22日）是荷兰植物学家及植物采集者。

## 身世背景
威廉·梅哲1923年出生于荷兰海牙。1951年在阿姆斯特丹大学获得博士学位。之后，他去往爪哇，成为茂物植物标本馆（Assistant of the Herbarium Bogoriense）的一名助理。

## 职业生涯
威廉·梅哲曾在苏门答腊帕亚孔布（Pajakumbuh）农学院讲授植物学。1956年9月，他被任命为植物学教授。他专用于苔类学，同时他也研究了苔藓、蕨类和种子植物。

## 婆罗洲与美国
他在1955年2月去往印度尼西亚之前曾在欧洲休了个短假。1958年，威廉·梅哲被遣送回国。1959年5月，他受聘于位于山打根的北婆罗洲林业部（Forest Department of North Borneo）。1962年至1963年，他进行了一次环球旅行，参观了各个国家的植物标本馆。1966年，他再次回到欧洲休假。1968年，他被任命为美国肯塔基州列克星敦肯塔基大学的客座副教授。2003年10月22日，他去世于美国。